# 小行星1311
小行星1311（1311 Knopfia）是一颗围绕太阳公转的小行星。1933年3月24日，卡爾·威廉·萊茵姆特在海德堡发现了此天体。
該小行星以德國天文學家奧托·克諾夫（Otto Knopf）命名。
这颗小行星的绝对星等为242.376532164996等。